# 簗瀬かおり
簗瀬 かおり（やなせ かおり、1967年9月24日- ）は埼玉県出身の元競泳選手。種目は自由形。武南高等学校・東海大学出身。モスクワオリンピック・ロサンゼルスオリンピックで2大会連続日本代表に選ばれた。現姓は千葉。

## 人物
- 蕨市立蕨東中学校1年時、1980年のモスクワオリンピック日本代表に選考される。ボイコットによりオリンピックに出場出来なかったが、8月に行われた試合で3個の日本新記録を樹立する[3][4]。1981年は水泳シーズン開始となる4月から好調で室内選手権において日本新記録を更新した[4]。6月の日中親善試合では100m自由形で日本新記録を更新[4]。7月のサンタクララ国際招待では200m自由形で日本新記録を更新[4]。8月の日本選手権では100m自由形で再び日本新記録を更新して優勝を果たした[4]。
- 1982年、6月の日中対抗試合で100m自由形・200m自由形の2種目で日本新記録を更新[4]。8月の世界選手権でも100m自由形・200m自由形の2種目でさらに日本新記録を更新した[4]。12月のアジア競技大会では100m自由形・200m自由形・400mフリーリレー・400mメドレーリレーで4冠を達成した。1983年、7月にロサンゼルスで行われたプレ・オリンピック大会では100m自由形・200m自由形の2種目で日本新記録を更新し優勝した[4]。
- 武南高等学校2年時の1984年ロサンゼルスオリンピック日本代表に選出されたが、83年までの実力を発揮できなかった。
- 現在は母校武南高等学校の教員であり、水泳部顧問を務めている[1]。

## 自己ベスト
- 50m自由形（27秒0・元日本記録）[3]

1987年の日本選手権で佐々木香織に更新されるまで7年間日本記録を維持した。
- 100m自由形（57秒14・元日本記録）[4]

1988年のソウルオリンピックで中野亜弥子に更新されるまで5年間日本記録を維持した。10回の日本記録更新は同種目歴代1位。
- 200m自由形（2分01秒72・元日本記録）[4]

1991年の世界選手権で千葉すずに更新されるまで7年半日本記録を維持した。